# Biserica de lemn din Sângeorzu Nou

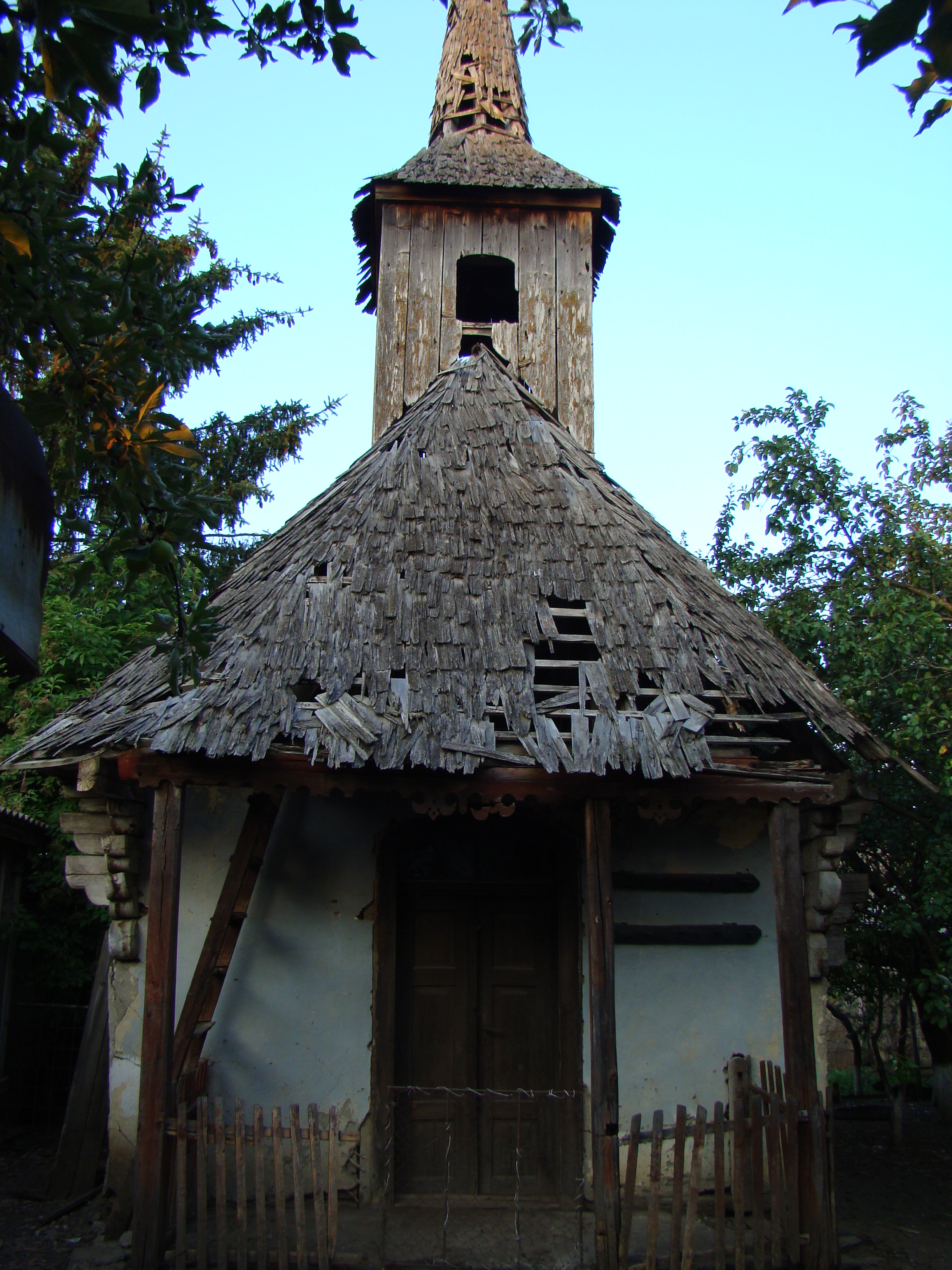
Biserica de lemn „Cuvioasa Paraschiva” din Sângeorzu Nou, comuna Lechinţa, județul Bistrița-Năsăud, foto: iulie 2009.

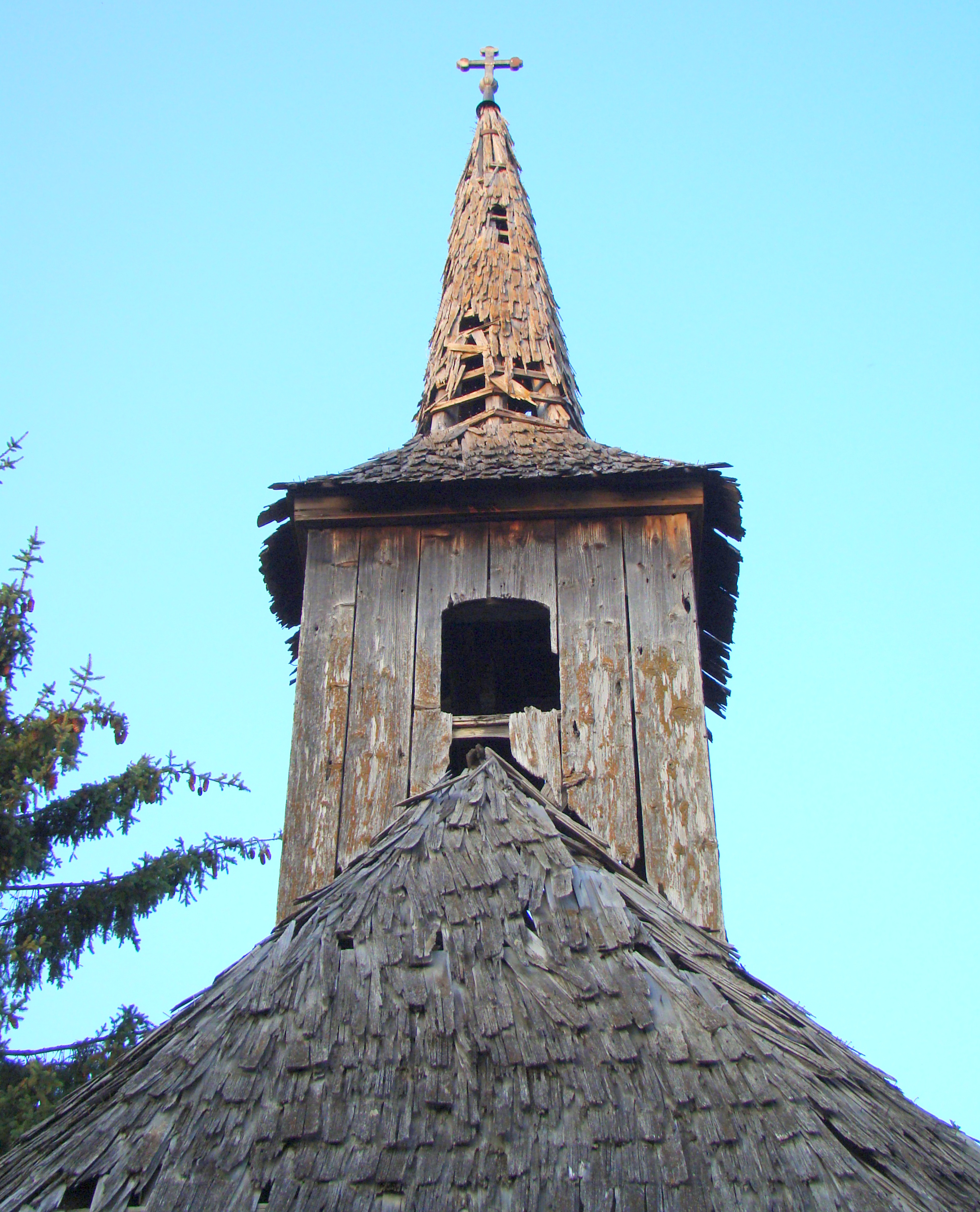

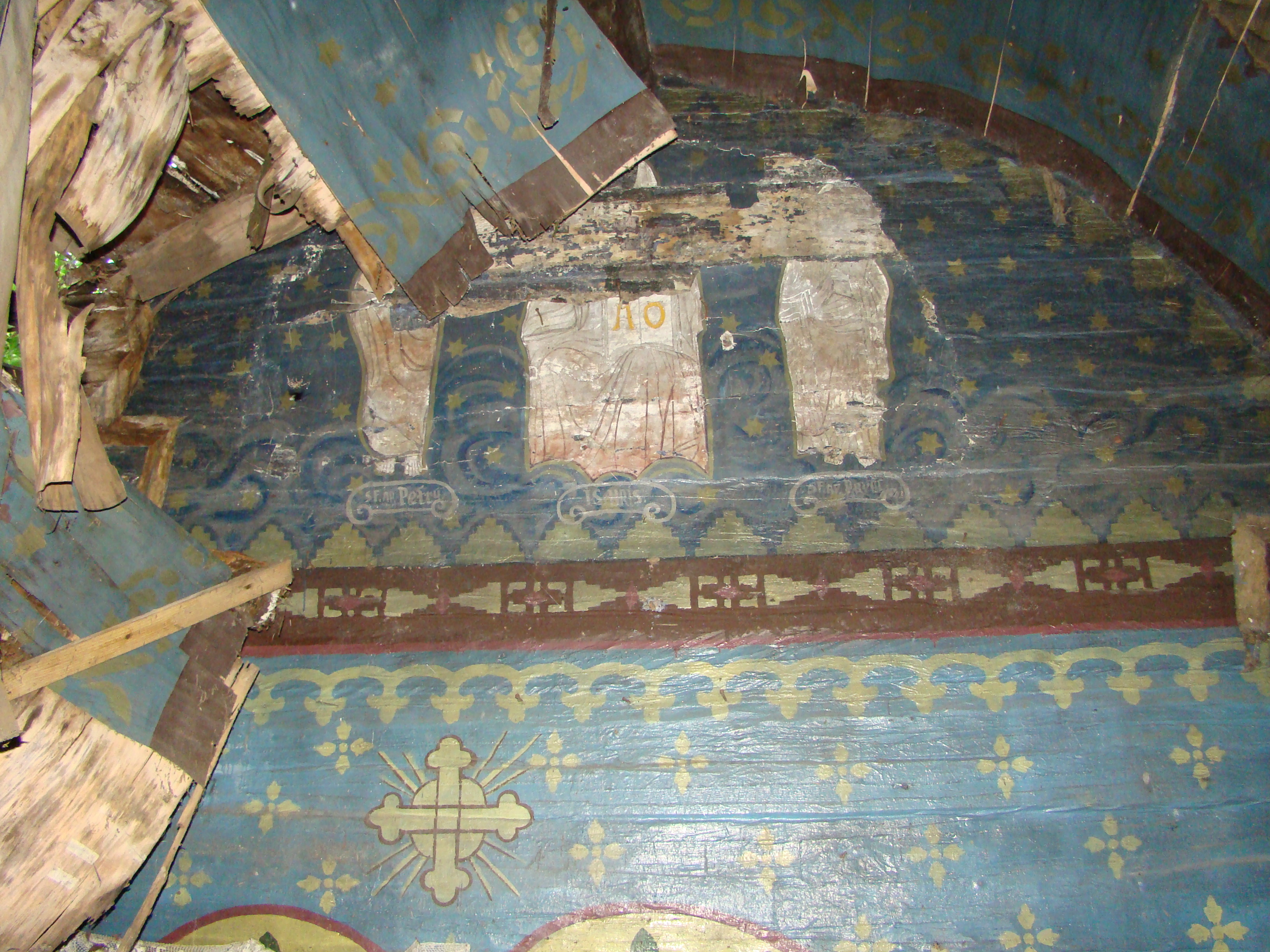
Biserica „Cuvioasa Paraschiva” din Sângeorzu Nou, monument istoric, abandonată şi lăsată în paragină

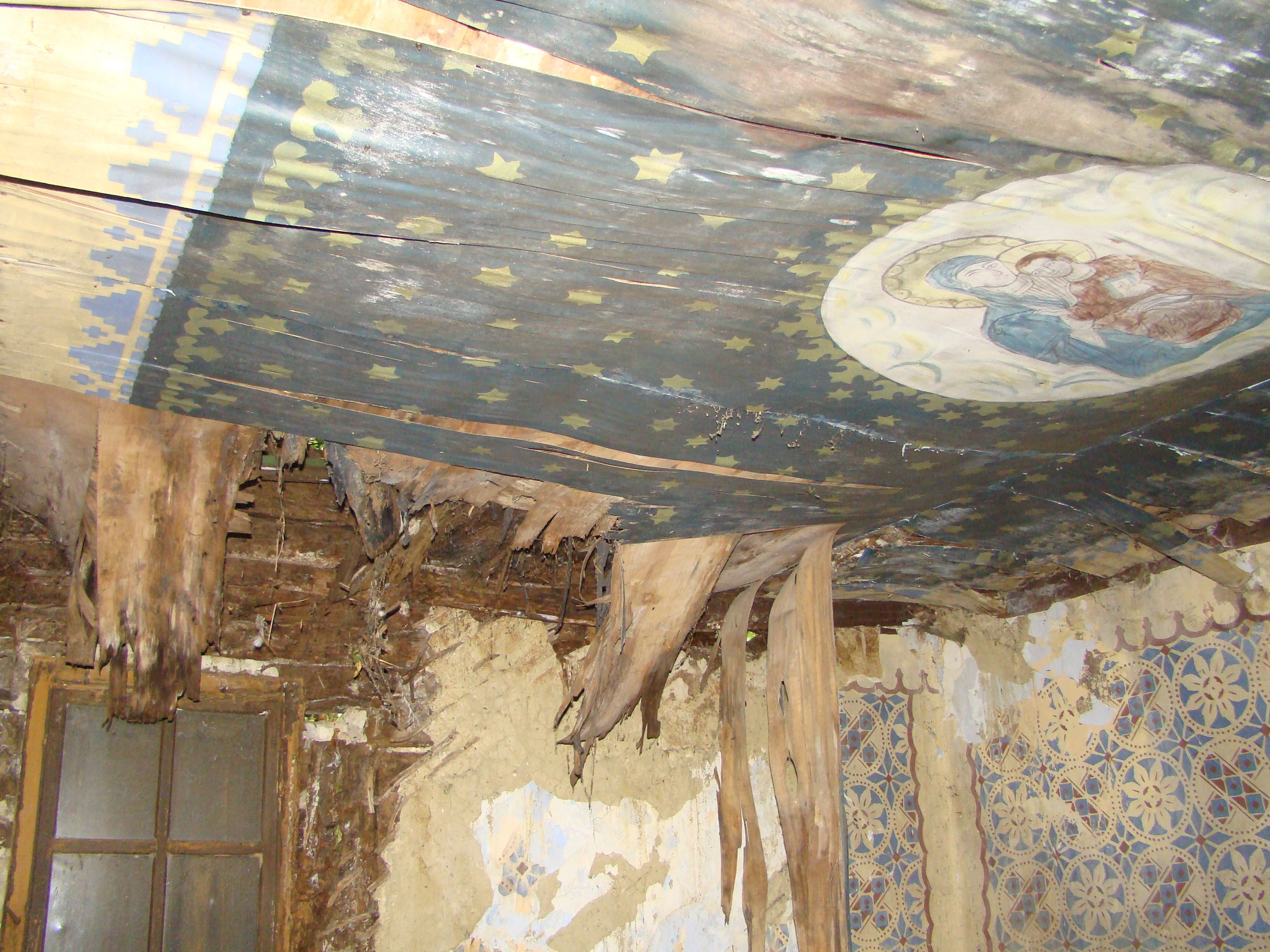

Biserica de lemn din Sângeorzu Nou, comuna Lechința, județul Bistrița-Năsăud datează din secolul XVIII. Lăcașul are hramul „Sfânta Cuvioasă Paraschiva” și figurează pe lista monumentelor istorice, cod LMI BN-II-m-B-01699.

## Istoric și trăsături
Ridicată în secolul al XVIII-lea, la Figa, a fost adusă la Sângeorzu Nou în anul 1901. Are un plan mai deosebit, dreptunghiular, cu pridvorul pe latura de vest, unde află și intrarea în pronaos. Naosul dreptunghiular este acoperit de o boltă semicilindrică, iar în continuarea lui se află absida altarului, decroșată, cu trei laturi ce se îmbină în unghi drept. A fost tencuită și vopsită, atât la interior, cât și la exterior. Îmbinarea la colțuri și susținera la streșini se face prin grupuri de console treptate, suprapuse, de o formă mai rar întâlnită. 
Turnul-clopotniță se ridică deasupra pronaosului, pe o bază pătrată. Turnul nu are galerie și susține un coif nu prea înalt, ridicat tot pe o bază pătrată. Iconostasul are doar două intrări, tip caracteristic bisericilor arhaice. Se păstrează de la vechea biserică de lemn patru icoane pe lemn: icoana de hram Sfânta Cuvioasă Paraschiva, Iisus Pantocrator și Maria cu Pruncul în două variante. 

## Imagini

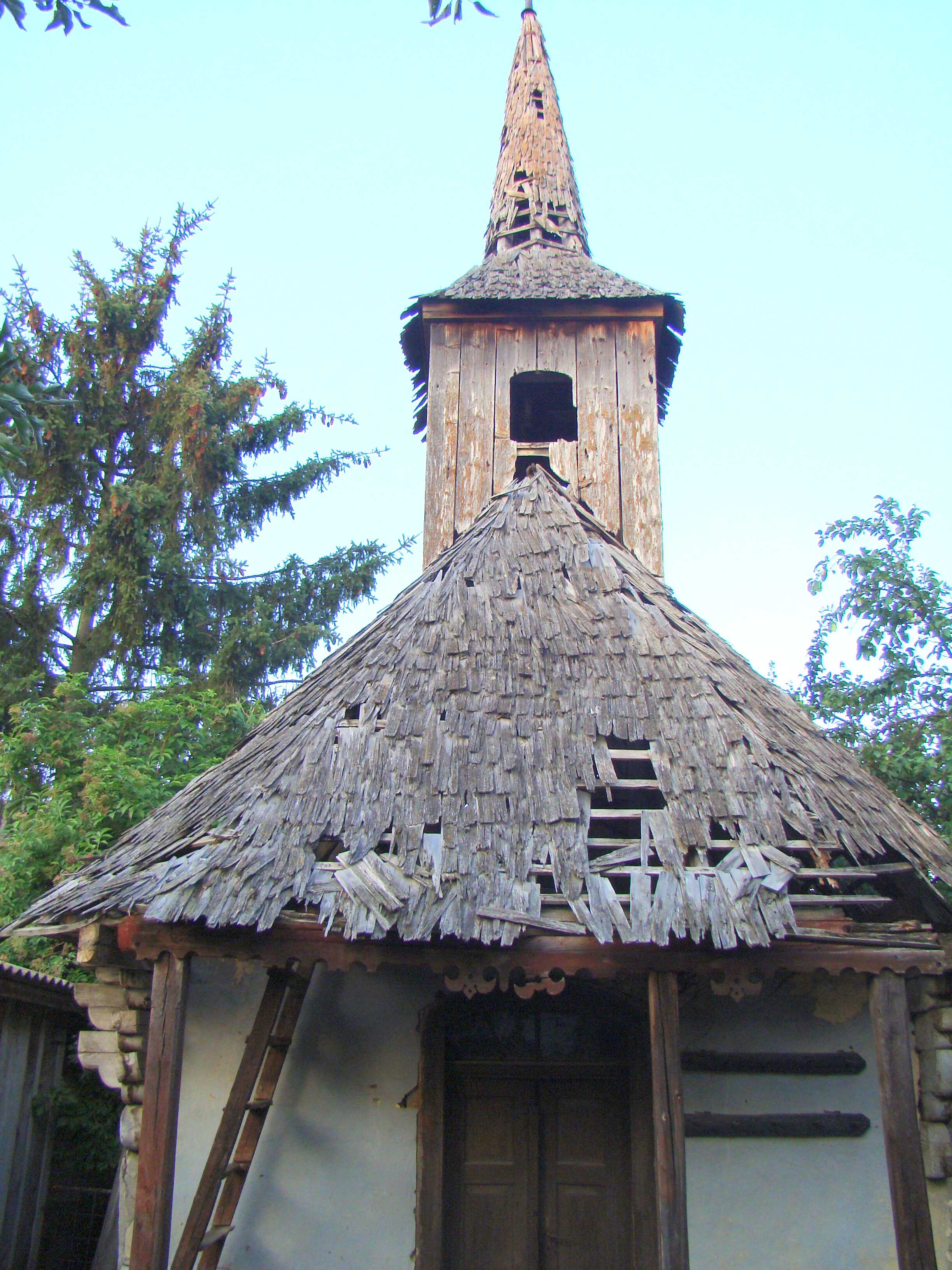
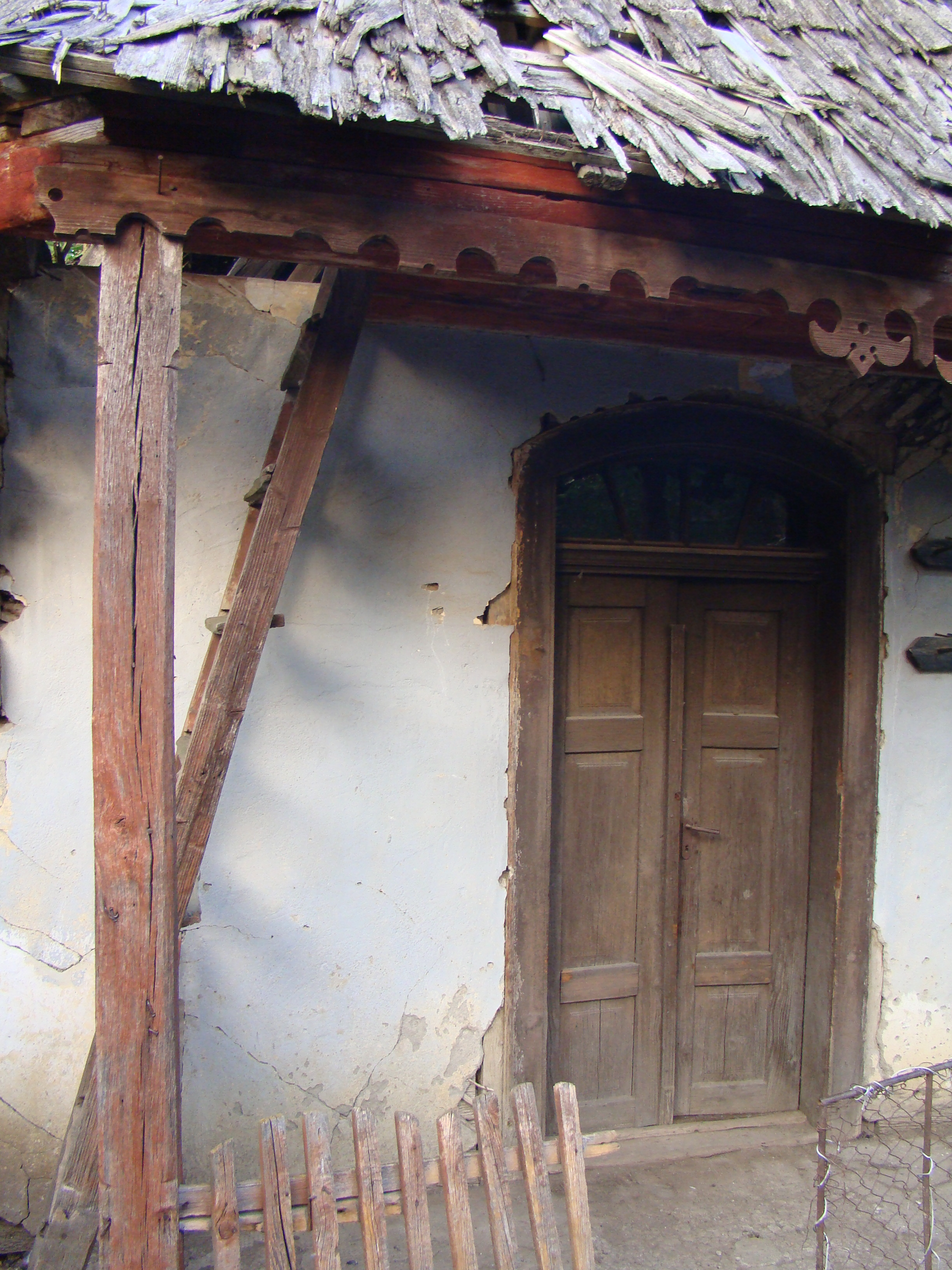
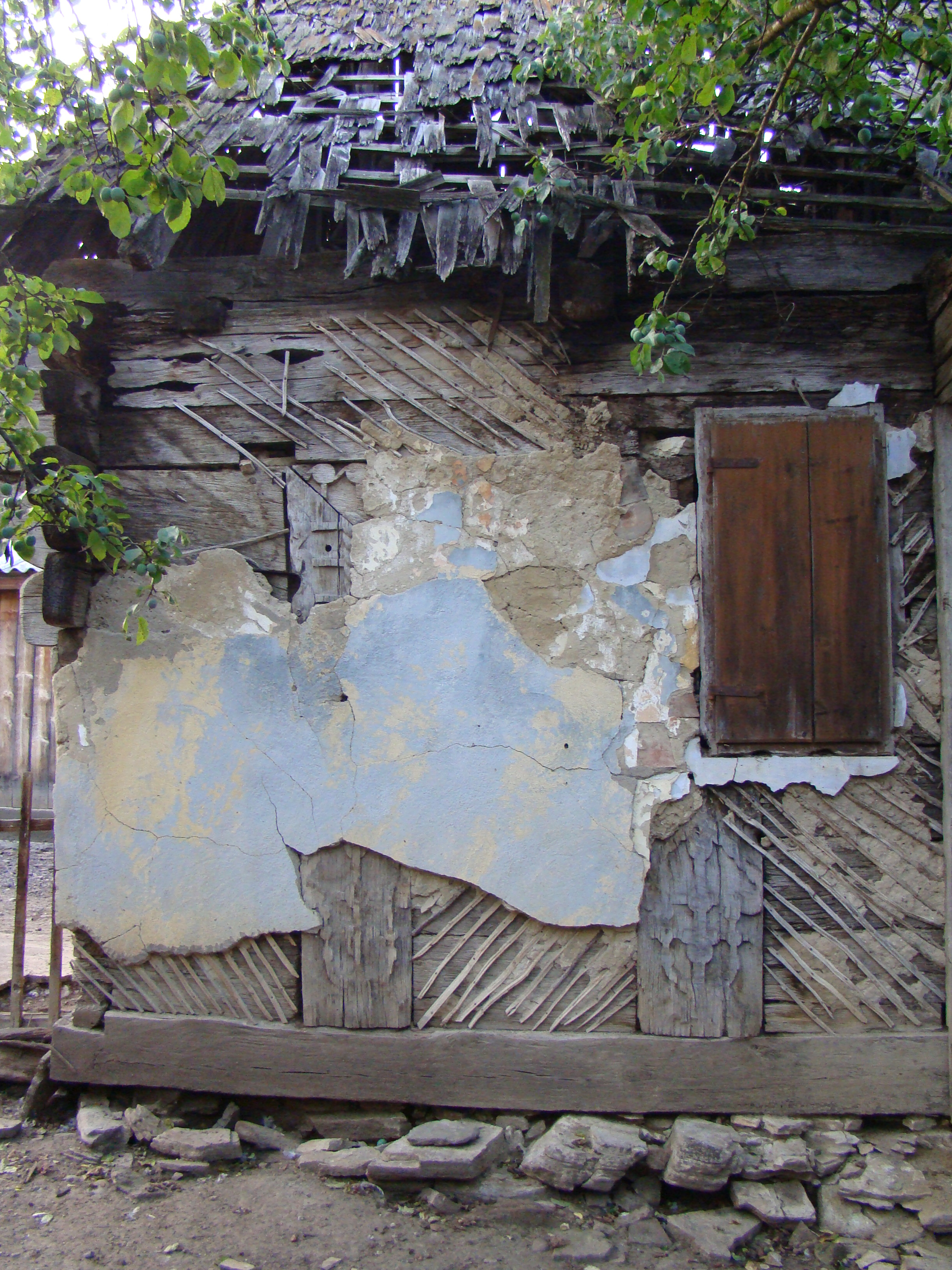
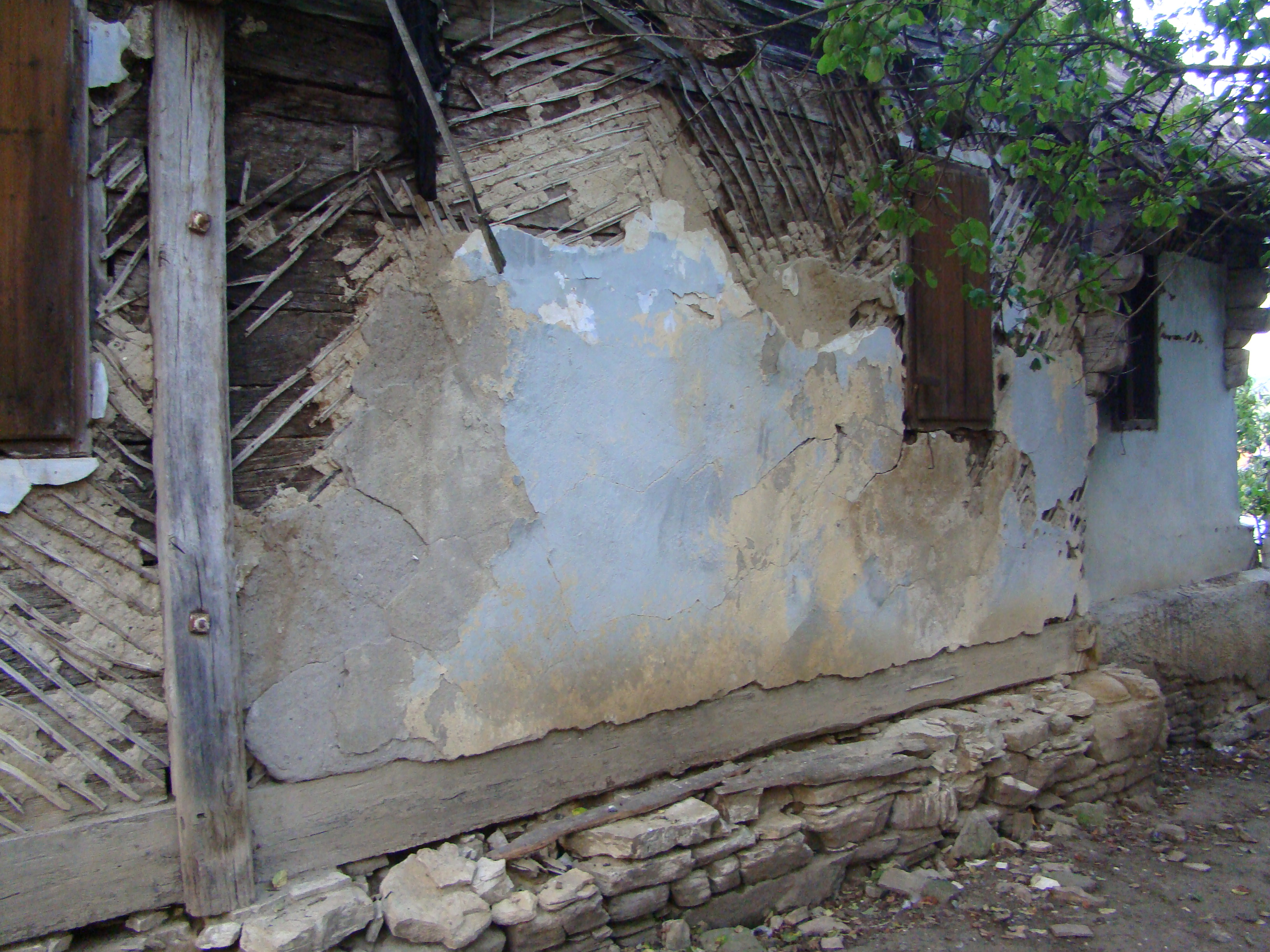
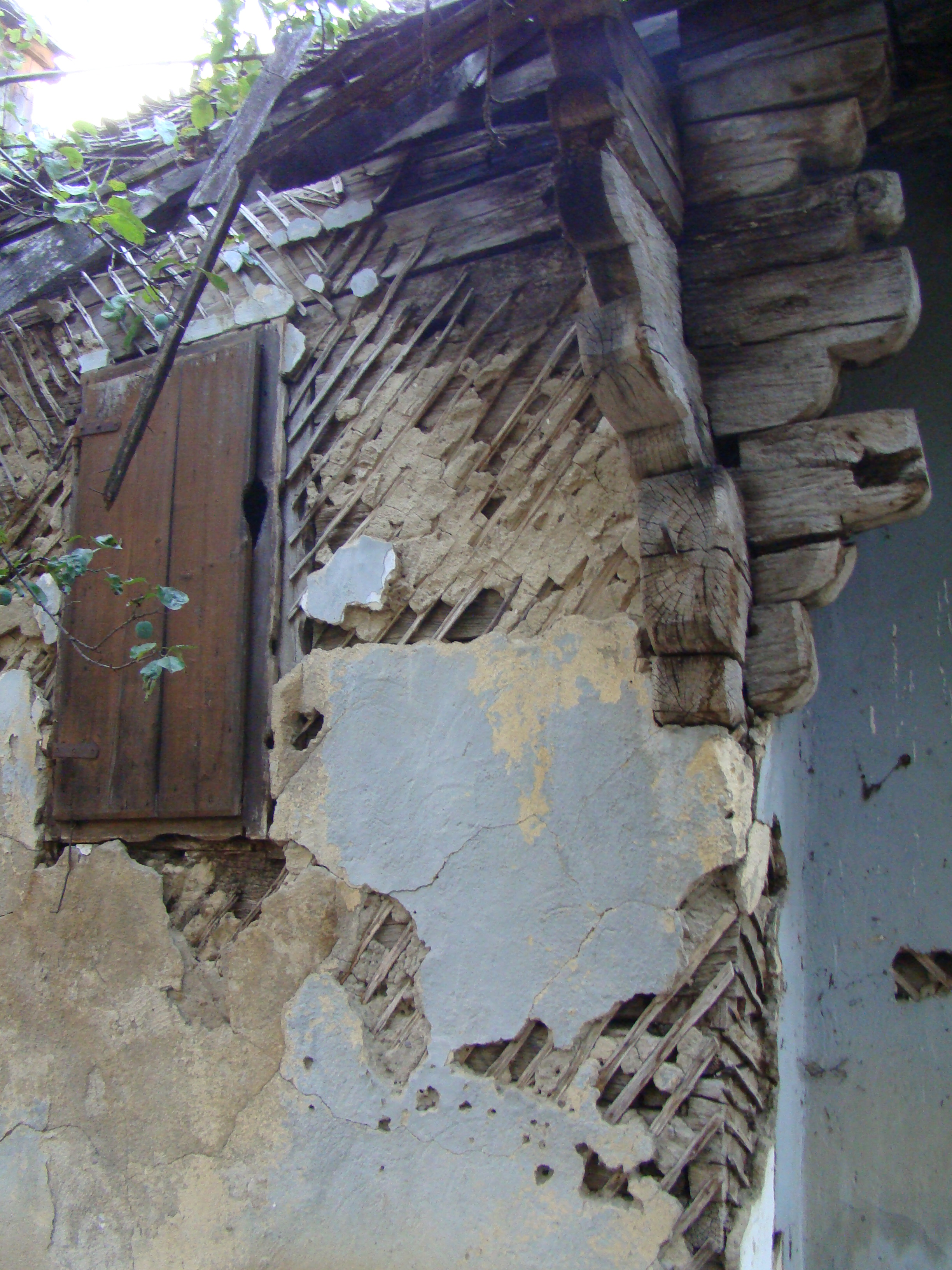
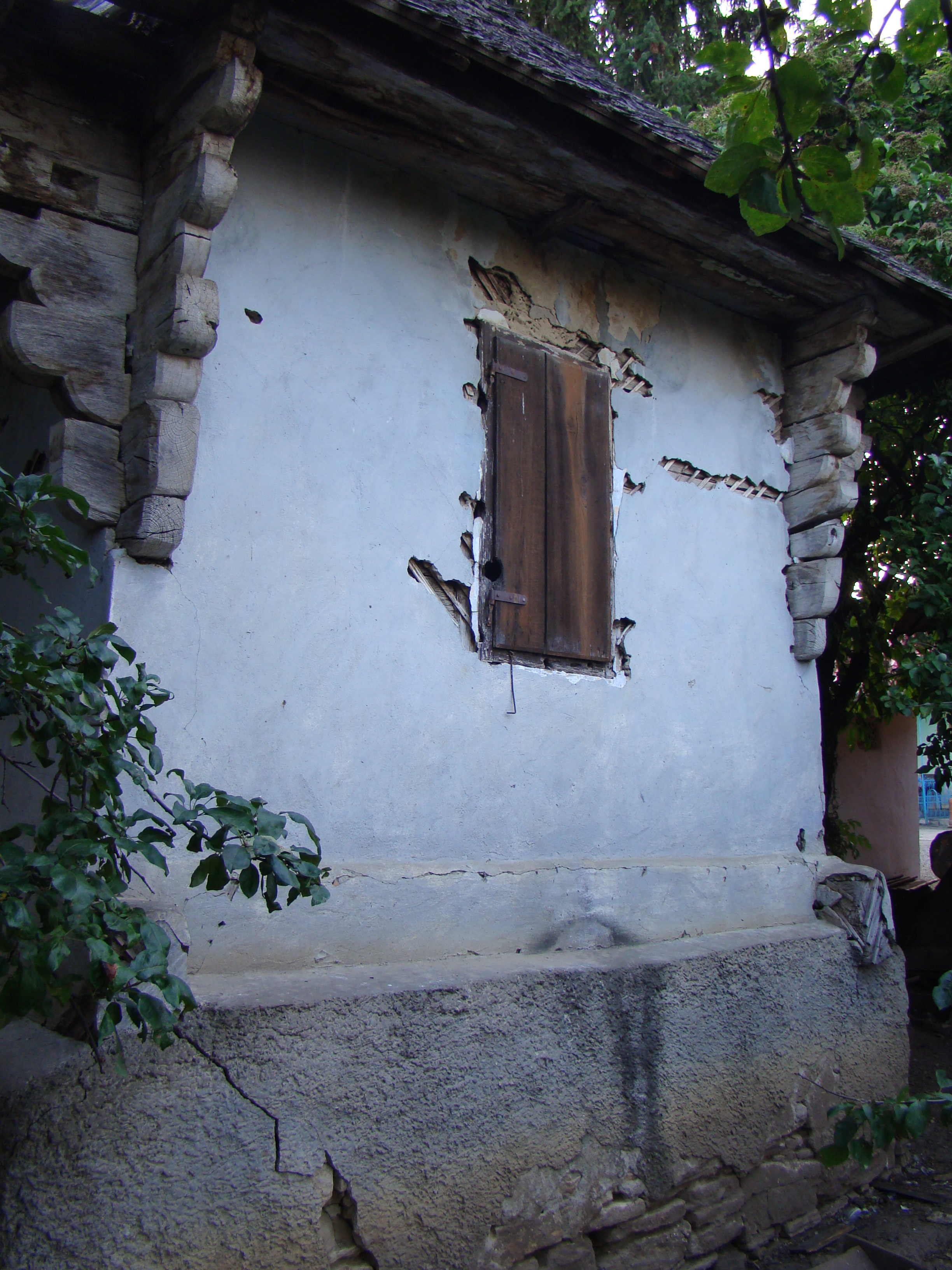
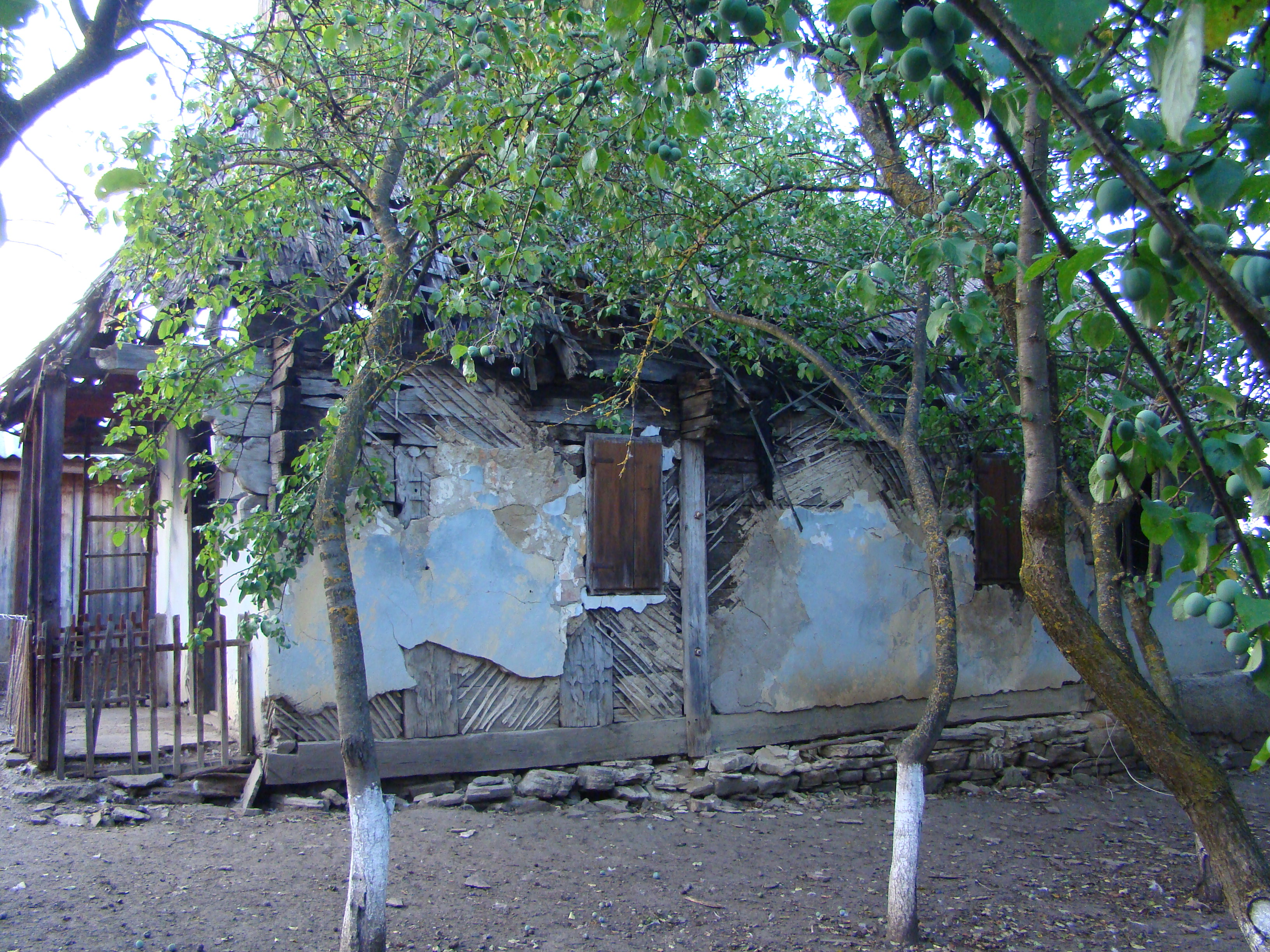
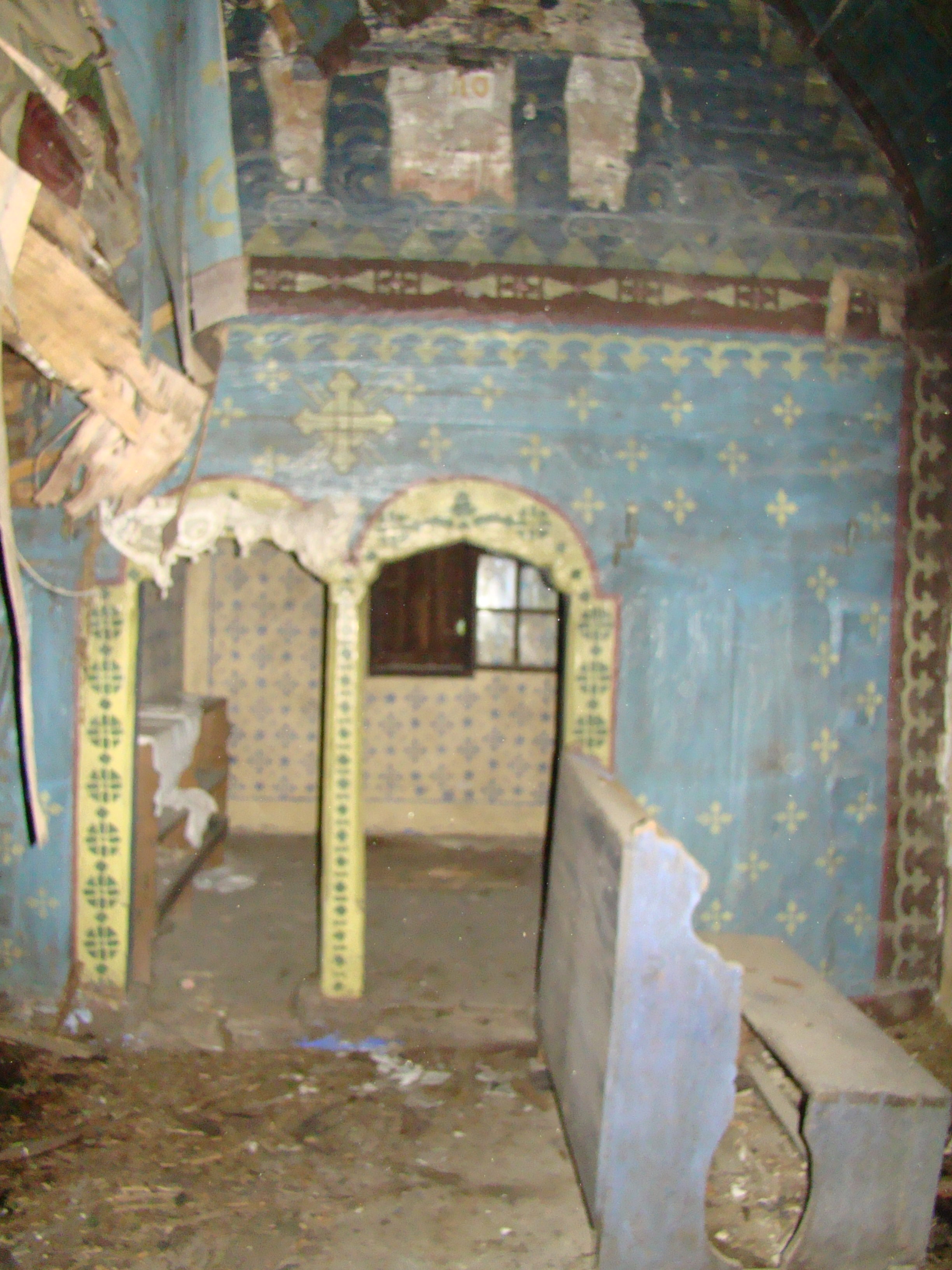
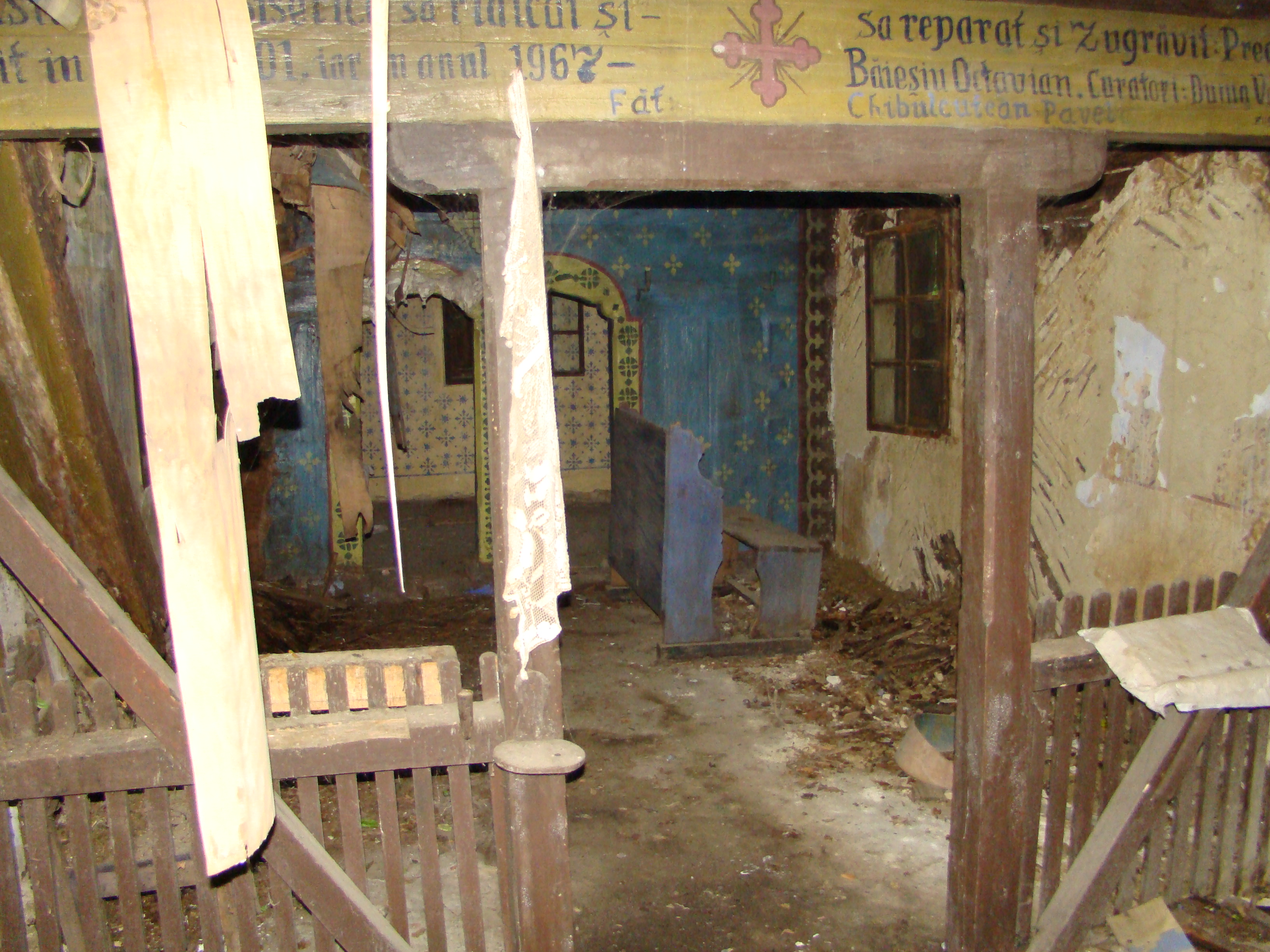
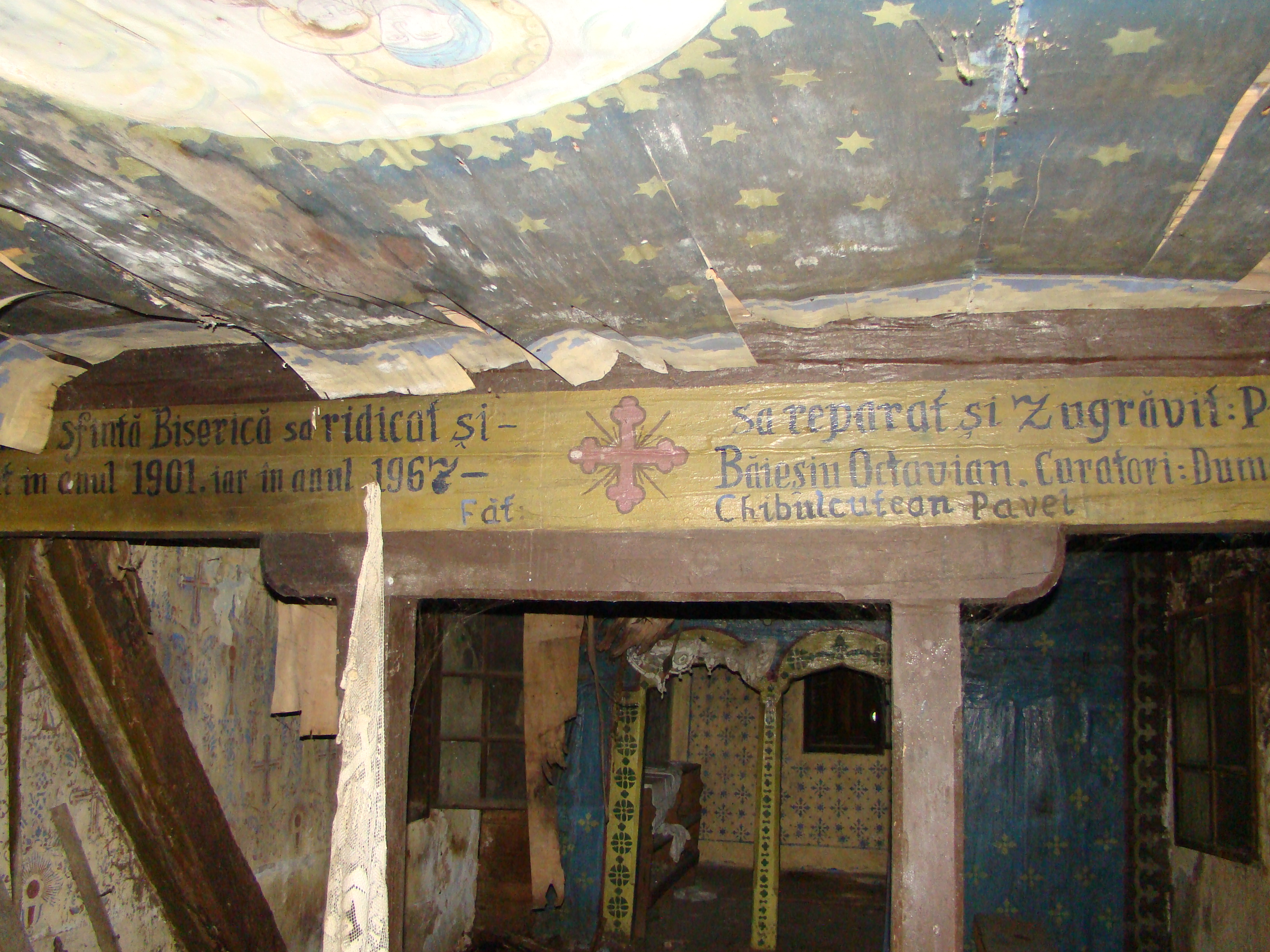
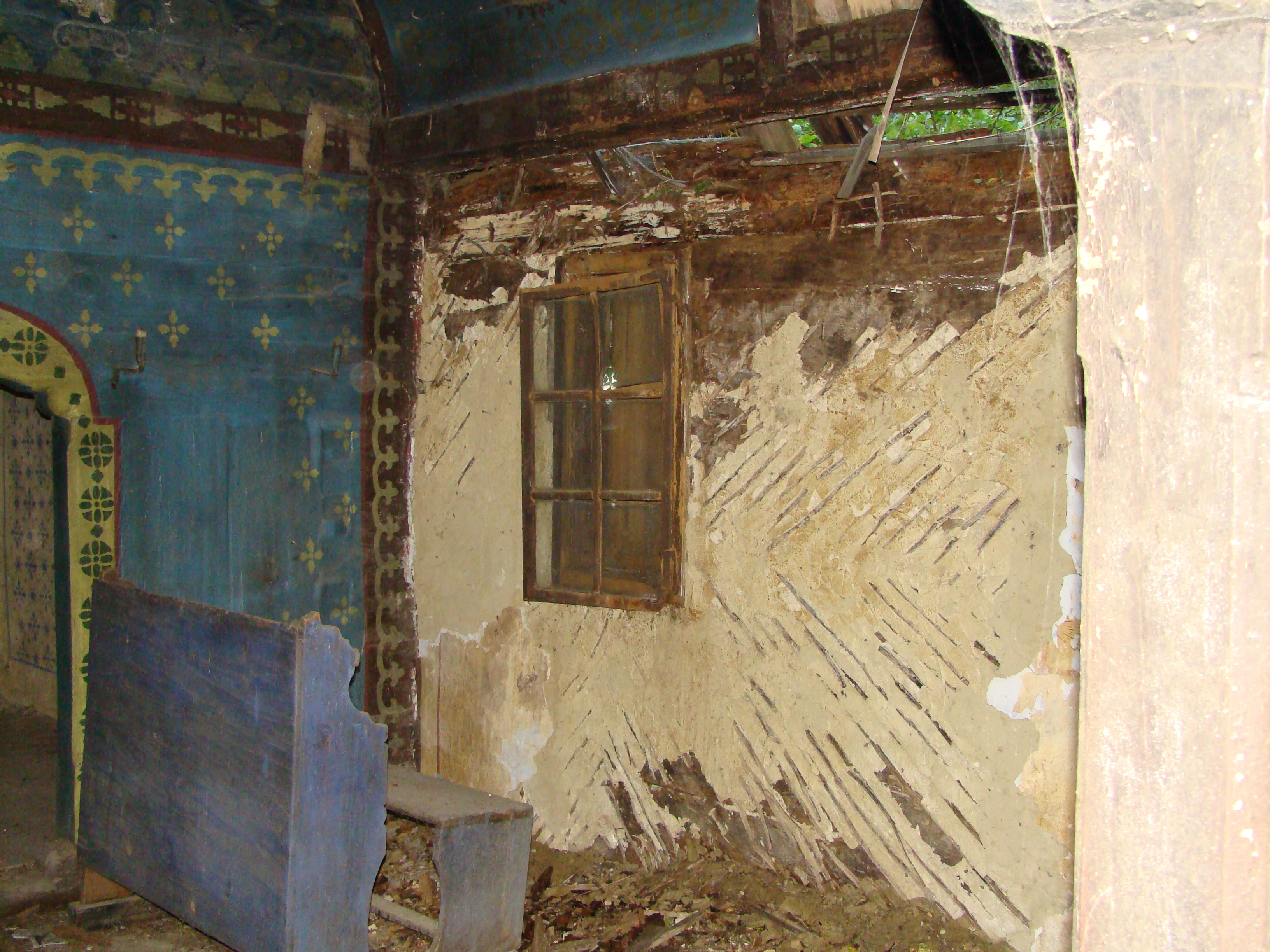
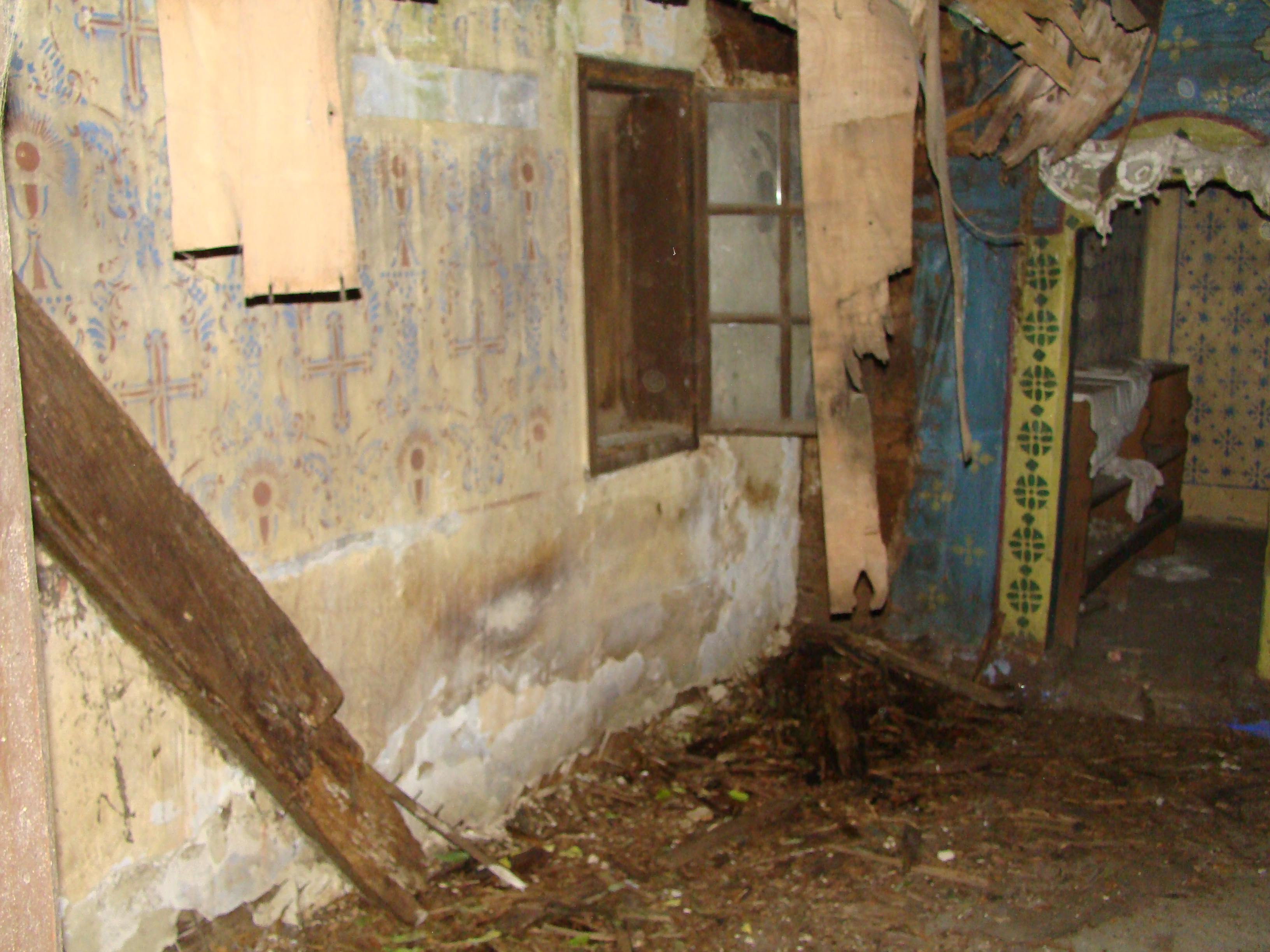
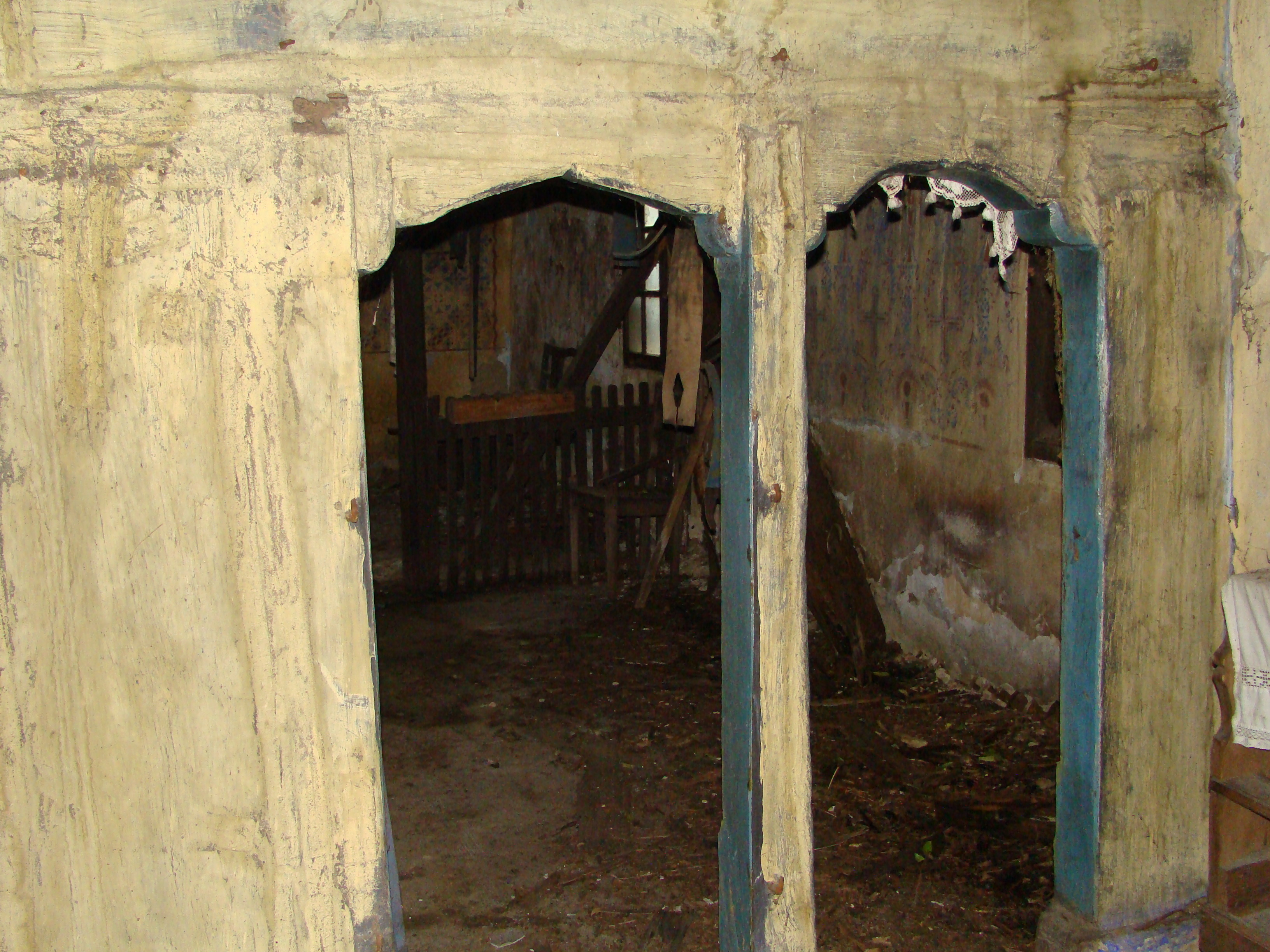
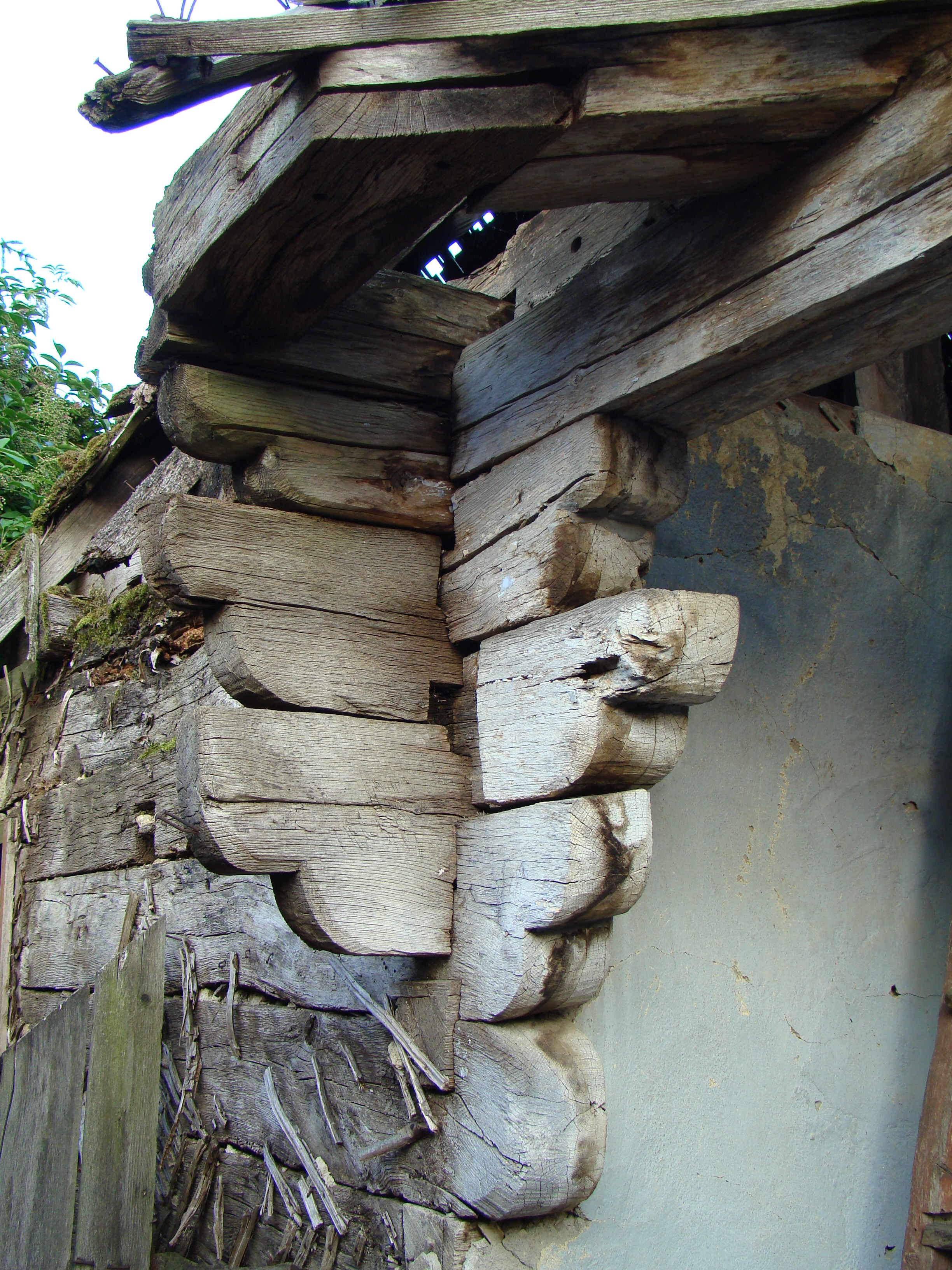